# Jurjen Jan Hoeksema

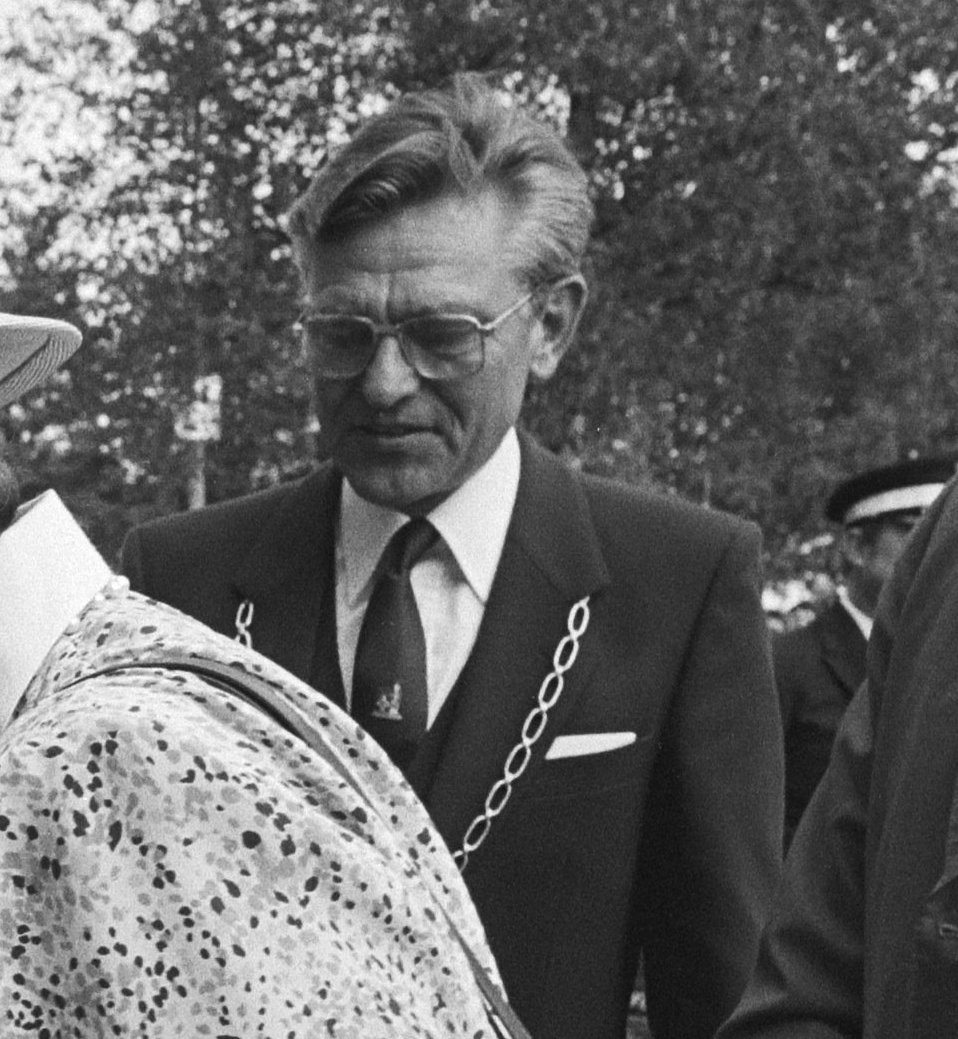
Burgemeester J.J. Hoeksema (1981)

Jurjen Jan Hoeksema (Leens, 26 mei 1930 – Laag-Soeren, 18 november 2012) was een Nederlands politicus van de PvdA.
Jurjen Jan Hoeksema was burgemeester van Bellingwedde en de voormalige gemeente Steenwijk (thans Steenwijkerland).

## Scholing
Jurjen Jan Hoeksema volgde de ULO in Ulrum.

## Loopbaan
Na de ULO begon Hoeksema zijn ambtelijke loopbaan in 1947 als volontair bij de gemeentesecretarie in Kloosterburen. Hierna volgde de overstap naar Warffum en vervolgens naar Zuidlaren, waar hij het bracht tot chef van de afdeling financiën. Vervolgens ging hij werken bij de gemeente Opsterland waar hij als referendaris werkzaam was als chef van de afdeling financiën en belastingen en tevens loco-gemeentesecretaris was. 

In 1965 werd hij benoemd tot gemeentesecretaris van Borger en in juni 1970 volgde zijn benoeming tot burgemeester van Bellingwedde. In september 1978 werd Hoeksema de burgemeester van de voormalige gemeente Steenwijk (tegenwoordig Steenwijkerland), wat hij tot 1995 zou blijven.

## Tipactie Steenwijk
Onder het bewind van burgemeester Jurjen Jan Hoeksema vond de Tipactie plaats in 1984, een manier om bedrijven aan te trekken in Steenwijk. Mensen die tips hadden voor bedrijven die zich in Steenwijk zouden willen vestigen op het industrieterrein, kregen hiervoor een beloning indien de grond op het industrieterrein daadwerkelijk aan het bedrijf werd verkocht. De actie was zo'n succes, dat er de landelijke pers mee werd gehaald en enkele andere gemeenten het idee overnamen.

## Trivia
Hoeksema was benoemd tot Officier in de Orde van Oranje-Nassau.
- International Standard Name Identifier: 0000 0003 9462 7850
- Nederlandse Thesaurus van Auteursnamen: 072228806
- Virtual International Authority File: 289201572